# Акино, Педро
Пе́дро Хесу́с Аки́но Са́нчес (исп. Pedro Jesús Aquino Sánchez; род. 13 апреля 1995, Лима) — перуанский футболист, полузащитник клуба «Сантос Лагуна» и сборной Перу. Участник чемпионата мира 2018 года.

## Клубная карьера
Акино — воспитанник клуба «Спортинг Кристал». 2 июня 2013 года в матче против «Сьенсиано» он дебютировал в перуанскую Примеру. В 2014 году Педро помог команде выиграть чемпионат. 10 сентября 2016 года в поединке против «Реал Гарсиласо» Акино забил свой первый гол за «Спортинг Кристал».В том же году он во второй раз выиграл чемпионат.
Летом 2017 года Педро перешёл в мексиканский «Монтеррей». Сумма трансфера составила 1 млн евро. Для получения игровой практики Акино сразу же был отдан в аренду в Лобос БУАП. 23 июля в матче против «Сантос Лагуна» он дебютировал в мексиканской Примере.

## Международная карьера
В 2011 году в составе юношеской сборной Перу Акино принял участие в юношеском чемпионате Южной Америки в Эквадоре. На турнире он сыграл в матчах против команд Аргентины и Уругвая.
В 2015 году Акино принял участие в Панамериканских играх в Канаде. На турнире он сыграл в матчах против Канады и Бразилии.
В том же году в составе молодёжной сборной Перу Акино принял участие молодёжном чемпионате Южной Америки в Уругвае. На турнире он сыграл в матчах против команд Боливии, Эквадора,Парагвая, Уругвая, Бразилии и дважды Аргентины.
1 сентября 2016 года в отборочном матче чемпионата мира 2018 против сборной Боливии Акино дебютировал за сборную Перу.
В 2018 году Акино принял участие в чемпионате мира 2018 в России. На турнире он сыграл в матчах против команд Франции, Дании и Австралии.
6 сентября в поединке против сборной Нидерландов Акино забил свой первый гол за национальную команду.

### Голы за сборную Перу
| #   | Дата            | Место                                    | Противник  | Счёт | Результат | Соревнование      |
| --- | --------------- | ---------------------------------------- | ---------- | ---- | --------- | ----------------- |
| 01. | 6 сентября 2018 | Йохан Кройф Арена, Амстердам, Нидерланды | Нидерланды | 0:1  | 2:1       | Товарищеский матч |
| 02. | 12 октября 2018 | Хард Рок-стэдиум, Майами, США            | Чили       | 2:0  | 3:0       | Товарищеский матч |
| 03. | 12 октября 2018 | Хард Рок-стэдиум, Майами, США            | Чили       | 3:0  | 3:0       | Товарищеский матч |

## Достижения
«Спортинг Кристал»
- Чемпионат Перу по футболу — 2014, 2016